# Myoictis leucura
Myoictis leucura é uma espécie de marsupial da família Dasyuridae. Endêmica da Nova Guiné.
- Nome Popular: Dasyuro-de-cauda-branca

- Nome Científico: Myoictis leucura (Woolley, 2005)

- Sinônimo do nome cientifico da espécie: Myoictis melas leucura;

## Características
Ao contrário de outras espécies de Dasyuros deste gênero o Myoictis leucura possui a ponta da cauda branca. Os pelos na cauda, na parte superior e laterais são longos, a ponta é menor. A pelagem é marrom escuro, interrompida pela habitual três listras pretas no dorso, entre os quais possui uma pelagem mais leve. A barriga é de cor mais clara, mas as orelhas e as patas são um pouco mais escura. Mede cerca de 20–23 cm de comprimento e pesa cerca de 200-230 gramas. As fêmeas possui quato tetas;

## Hábitos alimentares
Alimentam-se de pequenos mamiferos, aves, insetos, répteis e anfíbios;
Nota: Considerado sinônimo de Myoictis melas por alguns autores, talvez seja distinta após estudos genéticos por Woolley em 2005;

## Habitat
Vive em regiões montanhosas, em altitudes de 650 a 1600m de altura no Mone Bosavi no oeste e no Leste no monte Victória;

## Distribuição Geográfica
Monte Bosavi no oeste até Monte Victória no leste, Papua-Nova Guiné;